# 威廉堡角

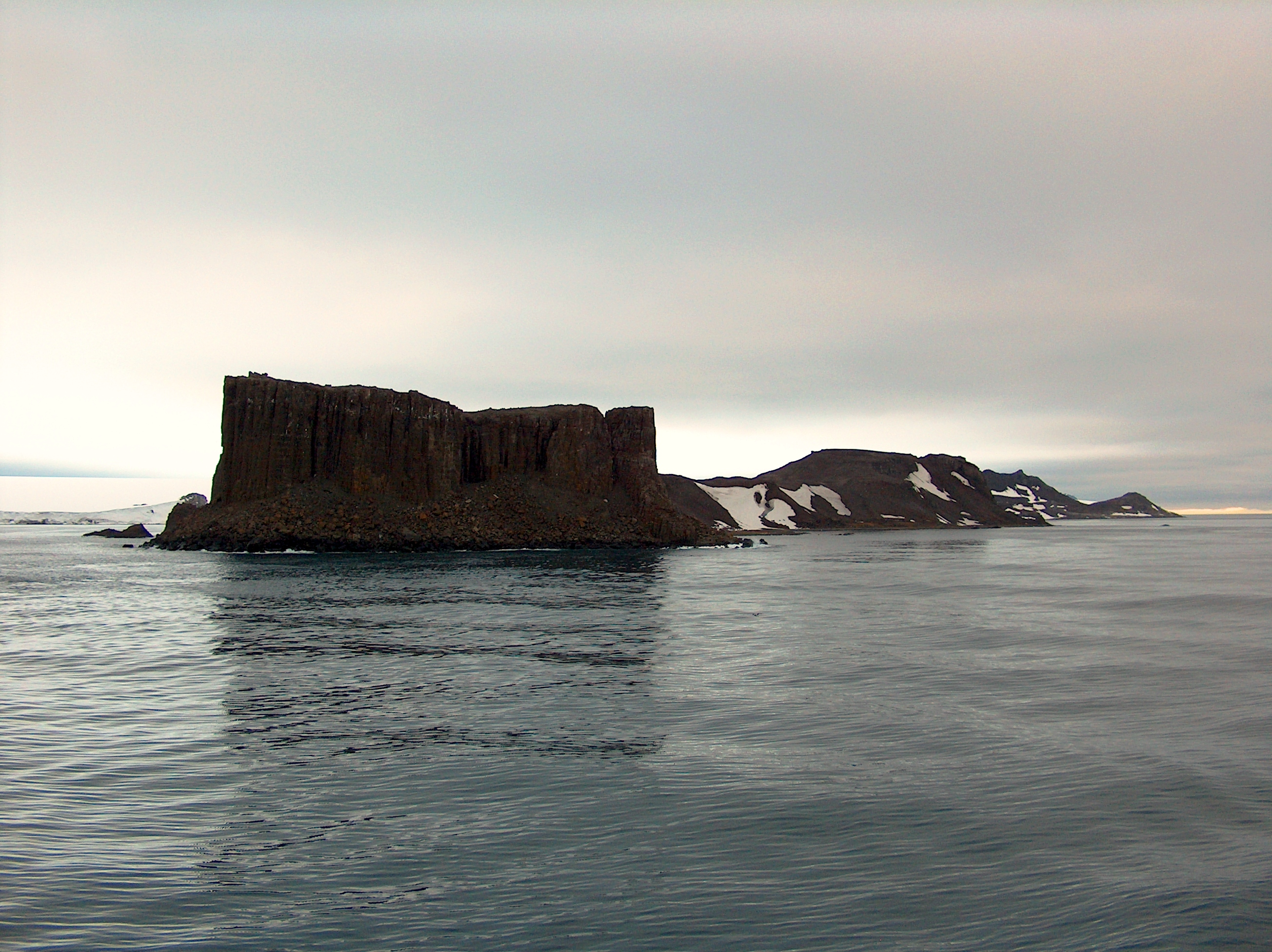

威廉堡角（英語：Fort William）是南極洲的海岬，位於南設得蘭群島中羅伯特島科珀曼半島的西北端，處於卡塔里納角西南面7.2公里、斯帕克角以北8.18公里和奧科爾岩以東1.82公里。

## 外部連結
- SCAR Composite Antarctic Gazetteer（页面存档备份，存于）.

62°22′13″S 59°43′33″W / 62.37028°S 59.72583°W